# Rudoka
Die Rudoka (auch Velika Rudoka; albanisch Maja e Njerit oder auch Rudoka e Madhe, kyrillisch (Велика) Рудока) ist ein Berg im Sharr-Gebirge (mazedonisch und serbisch Шар планина Šar planina) auf der Grenze zwischen Nordmazedonien und dem Kosovo. Mit 2658 m. i. J. ist sie einer der höchsten Gipfel des Sharr-Gebirges sowie die höchste Erhebung auf dem Staatsgebiet Kosovos. Damit ist die Rudoka zwei Meter höher als die Gjeravica (2656 m. i. J.), die vollständig auf kosovarischem Staatsgebiet liegt und offiziell als höchste Erhebung Kosovos angegeben wird. In einzelnen Webportalen und Reiseberichten wird die Höhe sogar mit 2661 m. i. J. angegeben.
Der Berg kann bestiegen werden sowohl von kosovarischer Seite (ab Brod) als auch von Nordmazedonien aus. Auf der Südseite führt ein Weg von Senokos (Gemeinde Vrapčište) ein Stück den Berg hinauf.